# Nihoa mambulu
Nihoa mambulu – gatunek pająków z infrarzędu ptaszników i rodziny Barychelidae. Występuje endemicznie w Wysp Salomona.

## Taksonomia
Gatunek ten opisany został po raz pierwszy w 1994 roku przez Roberta Ravena na podstawie pojedynczego samca odłowionego w 1966 roku. Jako lokalizację typową wskazano Mount Austen koło Honiary na Wyspach Salomona. Epitet gatunkowy wywodzi się od Mambulu, lokalnej nazwy Mount Austen.

## Morfologia
Holotypowy samiec ma ciało długości 17 mm oraz karapaks długości 7,75 mm i szerokości 6,69 mm. Karapaks jest w zarysie prawie jajowaty, ubarwiony ciemnorudobrązowo, porośnięty złotymi włoskami i czarnymi szczecinkami. Jamki karapaksu są krótkie, w części środkowej zakrzywione w jedną stronę, a na końcach w drugą. Szczękoczułki są ciemnorudobrązowe, porośnięte brązowymi włoskami i szczecinkami, pozbawione rastellum. Bruzda szczękoczułka ma 9 dużych i 3 mniejsze zęby na krawędzi przedniej oraz 2 małe ząbki w części środkowo-nasadowej. Szczęki zaopatrzone są w 3 tępe kuspule. Odnóża są pomarańczowobrązowe, pozbawione obrączkowania. Golenie odnóży przedniej pary mają krótką, stożkowatą ostrogę prowentralną z krótkim, zakrzywionym megakolcem, zaś pozbawione są mikroostrogi. Pazurki pierwszej pary odnóży mają po jednym szeregu ząbków, a pary ostatniej są bezzębne. Opistosoma (odwłok) jest z wierzchu brązowa, w tyle z jasnymi łatkami odgraniczającymi brązowe szewrony. Spód opistosomy jest brązowo nakrapiany i ma nieregularne, jasne łaty pośrodku. Kądziołki przędne pary tylno-środkowej są dobrze wykształcone. Nogogłaszczki samca mają obustronnie wypukłe cymbium oraz gruszkowaty bulbus stopniowo zwężony ku embolusowi, który to ma trzy zakręcone kile w części odsiebnej.

## Występowanie
Pająk ten występuje endemicznie na wyspie Guadalcanal wchodzącej w skład Wysp Salomona. Znany jest wyłącznie z lokalizacji typowej koło Honiary. Stwierdzony został na wysokości 360 m n.p.m. Zasiedla lasy deszczowe.